# Disneyficación

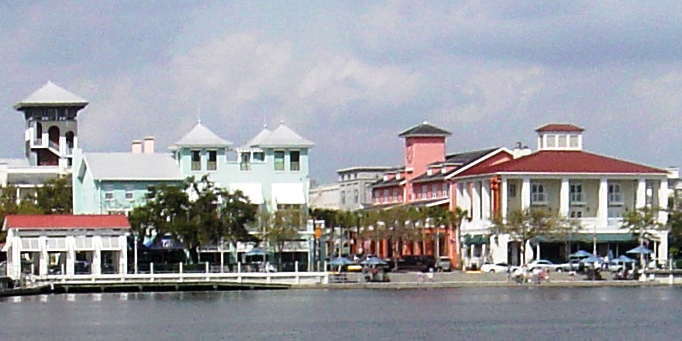
Vista de un parque parecido al Disneyland

Disneyficación es un término que describe la transformación de algo, por lo general la sociedad en toda su extensión, para asemejarse a los parques temáticos de la compañía Walt Disney. Este término aparece en el libro de Sharon Zukin, The Cultures of Cities (1996), y fue popularizada por Alan Bryman en el libro The Disneyization of Society (2004). Algunos sociólogos especialistas del cambio social también emplean el término.

## Significado
El vocablo se utiliza generalmente de manera despectiva e implica una homogeneización del consumo, la comercialización y el trabajo emocional. Se eliminan las referencias negativas de los lugares y de los acontecimientos para suavizarlos con la intención de hacerlos más agradables y fáciles. En lo que a los lugares respecta, normalmente significa cambiar lo que ha crecido de manera orgánica durante el paso del tiempo por una apariencia idealizada para el turista que recuerda a las atracciones principales de los parques temáticos de Disney. Los aspectos de la disneyficación incluyen:
- Tematización: la infusión de un lugar o un objeto con una idea específica.

- Consumo híbrido: la colección de múltiples oportunidades de consumo en un lugar determinado. Proporcionar otros bienes y servicios ayuda al consumidor a llevar a cabo diferentes actividades en ese lugar.

- Mercadotecnia: promoción de un bien o servicio con los objetos que llevan imágenes o logotipos de promoción.

- Trabajadores/animadores: Obligar a los empleados no sólo a prestar servicios, sino también a ser animadores.

## Crítica
El filósofo francés Jean Baudrillard, que escribe sobre la naturaleza de la realidad y la hiperrealidad, define Disneyland como el lugar más real de los EE. UU., ya que no pretende ser nada más que lo que realmente es, un parque temático. En su ensayo Simulations escribe:
Disneyland se presenta como imaginario para hacernos creer que lo demás es real, cuando en realidad todo Los Ángeles y la América que lo rodea ya no son reales, sino del orden de lo hiperreal y de la simulación.
En su libro America, Baudrillard también critica la disimulada naturaleza corporativa de la empresa:
Toda la filosofía de Walt Disney tiene a la gente comiendo de su mano con estas criaturitas tan sentimentales que visten abrigos de pelaje gris. Desde mi punto de vista, creo que detrás de esos ojos brillantes se esconde una fría y feroz bestia que nos acecha.